# CODEN
CODEN podle normy ASTM E250 je šestimístný alfanumerický bibliografický kód, který umožňuje stručnou, jedinečnou a jednoznačnou identifikaci seriálových a neseriálových titulů periodik a publikací ze všech oborů.
CODEN se používá hlavně ve vědecké, technické nebo chemické literatuře pro jedinečné citace a vyhledávání v mnoha bibliografických katalozích.

## Historie
CODEN, navržený Charlesem Bishopem (Chronic Disease Research Institute na univerzitě v Buffalu, State University of New York, v důchodu), byl původně zamýšlen, jako paměťová podpora pro publikace v jeho referenční sbírce. Bishop vzal počáteční písmena slov z titulů periodik a pomocí vlastního kódu uspořádal shromážděné publikace. V roce 1953 vydal svůj systém dokumentace, původně navržen jako čtyřpísmenný kód. Později byly přidány svazek a číslování stránek, tak aby se článek v časopise přesně citoval a lokalizoval. Pozdější změny byly zveřejněny v roce 1957.
Poté, co Bishop přiřadil 4,000 CODENů, čtyřmístný systém byl pak dále vyvíjen od roku 1961. Dr. Kuentzel pod hlavičkou American Society for Testing Materials (ASTM) pokračoval a rozšířil kód na pět číslic. Na počátku počítačového věku byl CODEN zamýšlen, jako strojově čitelné identifikační systém pro periodika. Od roku 1963 proběhlo několik aktualizací a CODEN byl registrován a zveřejněn v CODEN for Periodical Titles vydaným ASTM, kde na konci roku 1974 bylo asi 128.000 záznamů.
I když v roce 1966 bylo rozpoznáno, že pětimístný CODEN nebude dostačující pro všechny budoucí tituly periodik, byl stále definován jako kód pětimístný dle normy ASTM E250, až do roku 1972. V roce 1976 definoval standard ASTM E250-76 šest znaků.
Počátkem roku 1975 spadal již systém pod kompetenci American Chemical Society.
Dnes má CODEN tuto strukturu: první čtyři ze šesti znaků CODEN (pro periodika) jsou převzaty z počátečních písmen slov z názvu, následuje pátý - jeden z prvních šesti písmen (A-F) abecedy. Šestý a poslední znak je alfanumerický kontrolní znak vypočítaný z předchozích písmen. CODEN vždy používá velká písmena.
Na rozdíl od periodik, u neperiodických publikací jsou první dva znaky číslice. Třetí a čtvrtý znak jsou písmena. Pátý a šestý znak odpovídá periodickému CODEN, ale liší se v tom, že pátý znak je převzat ze všech písmen abecedy.
První dvě číslice CODEN pro patenty označují zemi, jejímž jazykem je patent napsaný a v jehož oblasti je platný. Třetí a čtvrté místo je vždy obsazeno s X. Poslední dvě číslice jsou obsazeny jako u periodického CODEN.
V roce 1975 International CODEN Services, spadající pod Chemical Abstracts Service (CAS), se stal zodpovědný za další rozvoj CODEN. CODEN se automaticky přiřadí ke všem publikacím uvedeným v CAS. Na žádost vydavatelů přiřazuje International CODEN Service také CODEN pro ne-chemické publikace. Z tohoto důvodu nalezneme CODEN i v jiných databázích (např. RTECS, nebo Biosis) a jsou přiřazeny i periodikám nebo časopisům, které nejsou uvedeny v CAS. 

## Současnost
CODEN přidělené cca do roku 1966 můžeme vyhledat ve dvousvazkovém díle "CODEN for periodical titles" od Dr. Kuentzela. CODEN přidělené do roku 1974 můžeme zjistit z vícesvazkového díla od J. G. Blumenthala a CODEN přidělené do roku 1998 můžeme snadno dohledat v "International CODEN Directory" (ISSN 0364-3670), od roku 1980 vydávaná v mikrofišové vydání. 
Nalezení aktuálních CODEN je v současnosti nejlépe proveditelné pomocí online databáze CASSI (Chemical Abstracts Service Index Source), zahrnující všechny zaregistrované tituly, CODEN, ISSN, ISBN, zkratky publikací indexovaných CAS od roku 1907, včetně periodických a neperiodických vědecko-technických publikací. 
Tištěná verze CASSI jako periodikum (ISSN 0738-6222, CODEN CASSE2) nebo Collective Index (0001-0634, CODEN CASSI6) byla 31. prosince 2009 nahrazena online CASSI. CASSI již nebude vycházet v tištěné formě. Dále bude vycházet jen CD-ROM CASSI (ISSN 1081-1990, CODEN CACDFE). 

## Příklady
- CODEN časopisu Nature je "NATUAS".
- CODEN Technology Review je "TEREAU".
- CODEN Proceedings of the International Conference on Food Factors, Chemistry and Cancer Prevention (ISBN 4-431-70196-6) je "66HYAL".
- CODEN Recent Advances in Natural Products Research, 3rd International Symposium on Recent Advances in Natural Products Research je "69ACLK".
- CODEN  pro americké patentové přihlášky je "USXXDP".
- CODEN pro německou patentovou přihlášku je "GWXXBX".